# Ricky Mantoan
Ricky Mantoan, all'anagrafe Riccardo Mantoan (La Mure, 4 dicembre 1945 – Torino, 14 dicembre 2016), è stato un musicista italiano.
È stato compositore, autore e polistrumentista. Ha collaborato a lungo con Skip Battin, Greg Harris, Sneaky Pete Kleinow. Negli anni '80 e '90 ha suonato con Roger McGuinn, Gene Parsons, John York, The Byrds, The Byrds Celebration, The Flying Burrito Brothers.

## Biografia
Ricky Mantoan nacque a La Mure in Francia nel 1945 da Giovanni Mantoan di Bassano del Grappa ed Elena Koziel di origine polacca. All'età di sette anni si trasferì con la famiglia in Piemonte, vicino ad Ivrea dove iniziò a suonare la chitarra. Fin da bambino, essendo mancino elaborò un sistema per suonare lo strumento con le corde capovolte. Terminati gli studi, iniziò a lavorare all'Olivetti per necessità ma intanto negli anni '60 e '70 fondò già i primi complessi di musica Rock: i Rebels e i Twang, ispirandosi ad uno dei suoi idoli Duane Eddy. Prima del 1978 formò gli MG ed infine il Branco Selvaggio tra il 1978 e il 1979. Nel 1974 ordinò in America una chitarra particolare, conosciuta in Italia come chitarra hawaiana, la pedal steel che era nient'altro che l'evoluzione di altre chitarre usate nella musica popolare americana: il Dobro e la steel guitar. Nel 1975 iniziò un percorso in salita imparando a suonare lo strumento da solo diventando il pioniere europeo più conosciuto negli States. Iniziò a scrivere i testi e comporre musica ispirato da Gram Parsons, Jerry Garcia, i Cream ma soprattutto dai The Byrds e i The Flying Burrito Brothers.
Nel 1980 uscì il suo primo LP "Ricky" che ebbe ottime critiche e che arrivò all'ascolto di alcuni componenti dei Byrds che colpiti dal suo modo di suonare vollero incontrarlo nel 1981 a Torino. Iniziarono così le collaborazioni con Greg Harris, Skip Battin, Chris Darrow, Sneaky Pete Kleinow, John York, Gene Parsons, Roger McGuinn ma anche con artisti italiani di grande spessore, in particolare Luigi Grechi De Gregori.
Ricky negli ultimi anni produsse un numero infinito di canzoni, arrangiando brani famosi come Ballad of Easy Rider, Wasn't Born To Follow dei Byrds e Knockin On Heaven's Door di Dylan. Nel 2013 creò le parti della colonna sonora con la Pedal Steel e Dobro per il film "The Repairman".
Tra la fine degli anni '90 e il 2016 Ricky studiò l'arpa celtica. Numerose furono le formazioni da lui create negli ultimi anni, in particolare i Kalamass (trio) e Gloria and Ricky(duo). 
Nell'estate del 2016 collaborò con Zucchero Fornaciari suonando la Pedal Steel Guitar all'Arena di Verona, a RAI 3 Milano e a Roma.
L'ultimo concerto dal vivo lo fece con il suo Branco Selvaggio il 17 settembre 2016 per aiutare le popolazioni colpite dal terremoto del centro Italia.
Ricky Mantoan è morto improvvisamente il 14 dicembre 2016 a Torino

## La musica e gli strumenti - Metodo Pedal Steel Guitar
Ricky Mantoan, nonostante non abbia mai voluto emigrare negli Stati Uniti, unì la sua passione di strumenti particolari all'insegnamento delle chitarre acustiche ed elettriche, poi di seguito dell'Arpa Celtica. Ricky ancora oggi è apprezzato a livello internazionale come player di Pedal Steel Guitar con accordature diverse. Fu il primo ad introdurre in Italia nel 1975 questo strumento diventando il pioniere in Europa della musica folk country rock. Per gli allievi, Ricky scrisse un Metodo di studio in italiano per avvicinarsi allo studio della Pedal Steel Guitar, unico al mondo.
Gli altri strumenti che Ricky Mantoan suonava e che usava per comporre la sua musica sono: Telecaster Fender, Rickenbacker Guitar 12 corde originali, Guild Guitar 1968, Danelectro Guitar, basso, chitarra acustica a 6 e 12 corde, mandolino, banjo, armonica, dulcimer e arpa.

## Discografia

### Album
- 1980 - Ricky - vinyl record
- 1985 - Stories We Can Tell - vinyl record
- 1985 - Live in Italy – Battin, Kleinow, Mantoan - vinyl record
- 1987 - Dromomania Luigi Grechi - vinyl record
- 1990 - Azzardo Luigi Grechi - audio cassette
- 1992 - Riders of The Universe Branco Selvaggio - cd
- 1994 - Girardengo e altre storie Luigi Grechi - cd
- 1995 - Canti Randagi Folkest - cd
- 1995 - Le Pays Natal - cd
- 2001 - Family Tree - Battin, York, Mantoan, D'Angelo - cd
- 2013 - Ridin' Again - Branco Selvaggio - cd
- 2017 - Because We Are – Gloria and Ricky - cd
- 2017 - Skip Battin's Italian Dream - cdx2
- 2020 - Just For You - Ricky Mantoan - digital audio
- 2020 - The Repairman - Alan Brunetta & Ricky Mantoan - cd
- 2020 - Live 1976 MG Ricky Mantoan - digital audio
- 2022 - Legend - Ricky Mantoan - digital audio
- 2023 - Blackbird - Ricky Mantoan, Branco Selvaggio, Gloria Berloso - digital single disc
- 2023 - It's So Hard - Ricky Mantoan - digital single disc

## Filmografia
Nel 2013 ha composto alcune musiche per il film The Repairman.
Nel 2020 il musicista Alan Brunetta e il Produttore dedicano l'album omonimo con le musiche del film a Ricky Mantoan

## Collaborazioni principali
Dal 1981 al 1994 con Skip Battin (1934-2003), The Byrds, The Flying Burrito Brothers, New Riders of The Purple Sage
Dal 1982 al 1988 con Greg Harris
Nel 1984 con gli ex The Byrds: Roger McGuinn, Gene Parsons, Skip Battin e il batterista Jim Goodall
Nel 1985 con The Flying Burrito Brothers
Dal 1984 al 2005 con Luigi Grechi De Gregori
Nel 1988 con John York e Skip Battin
Nel 1994 con Byrds Celebration .
Nel 2016 con Zucchero Fornaciari suonando la pedal steel guitar all'Arena di Verona, a Milano RAI 3 "Che tempo che fa" e a Roma

## Carriera
Formazione dei gruppi
- 1963 Rangers
- 1964-1965 Rebels 1
- 1966 Rebels 2
- 1966-1967 Beatnicks
- 1967-1969 Twang Group
- 1969-1970 Malamondo 2
- 1970 MG 1
- 1971 MG 2
- 1972-1974 Twang
- 1974-1975 MG 4
- 1975-1977 MG 5
- 1977-1978 Branco Selvaggio 1
- 1979 Branco Selvaggio 2
- 1981 Ricky and his band
- 1981-1985 Ricky Mantoan Band
- 1982 Greg Harris & Mantoan
- 1983 Battin & Mantoan
- 1984 Peace Seekers & Roger McGuinn
- 1985 Kleinow, Battin & Mantoan - Italian Tour
- 1987-1988 Family Tree
- 1992 Branco Selvaggio
- 1994 Byrds Celebration
- 2004 Kalamass
- 2006-2016 Branco Selvaggio
- 2011-2016 Gloria and Ricky